# 浜田文子
浜田 文子（はまだ あやこ、1981年2月14日 - ）は、メキシコ出身の女子プロレスラー。
父のグラン浜田、姉のソチ浜田はともに元プロレスラーである。

## 所属
- アルシオン（1997年 - 2002年）
- 新間事務所（2002年 - 2005年）
- フリーランス（2005年 - 2006年）
- 伊藤薫プロレス教室（2006年 - 2010年）
- フリーランス（2011年 - 2012年）
- ZABUN（2012年 - 2014年）
- プロレスリングWAVE（2015年 - 2018年）
- フリーランス（2018年 - ）

## 略歴
本名はAyako Valentina Hamada Villarreal（アヤコ・バレンティナ・ハマダ・ビヤレアル）。スペイン語圏では本人の名前・洗礼名・父親の姓・母親の結婚前の姓の順に表記する。洗礼名の「バレンティナ」は誕生日であるバレンタインデーに由来。メキシコシティにて、マリポーサ（空中）殺法で一時代を築いたグラン浜田（新日本プロレスやメキシコ・マットで活躍）の四女として生まれる。
1995年、父の帰国とともに日本へ移住し、大日本プロレス道場でネフタリから指導を受けた。
1998年、設立直後の女子プロレス団体アルシオンに入団（当時のライセンスナンバーは14）。デビュー前から写真集やビデオが発売され、プロレス雑誌の表紙を飾るなどスーパールーキーとして注目された。同年8月9日キャンディー奥津戦でデビュー。大活躍の末、1年足らずでアルシオンのチャンピオンとなる。1970年代のチャンピオンマッハ文朱以来のスピード出世と言われた。
1999年8月29日、みちのくプロレス群馬大会にて日本人レスラー初となる父娘タッグを組む。団体の中心レスラーだったアジャ・コング退団後はライセンスナンバーが1に変更され文字通りエースとなり、年間200試合近くをこなし団体を支えた。
2002年1月13日、アルシオン退団を表明。アルシオン脱退後、フリーとなり主にGAEA JAPANマットに活躍の場を移した。一方、浜田を失ったアルシオンは倒産。2003年、堀田祐美子に買収され、メジャー女子プロレスAtoZとなった。
2003年5月、全日本女子プロレス横浜アリーナ大会にてWWWA世界シングル王座を奪取した。
2004年からは「アリシンZ」というリングネームでハッスルへ参戦。2005年暮れから「ドクロンZ」に改名。
2005年からは悪役レスラーへ転向し、凶器を使うなど新たなファイトスタイルを披露した。
新間事務所を離脱後、しばらくはフリーで活動。その後、2006年10月15日付で伊藤薫プロレス教室へ入団。2009年4月8日、アメリカのプロレス団体TNAと契約を交わした。TNAでは「ハマダ」のリングネームで活動、2010年1月4日にはアメージング・コングとのコンビでTNAノックアウト・タッグチーム王座（女子タッグ王座）を獲得するが、3月にコングの退団にともない返上。7月27日にはテイラー・ワイルドとのコンビで同王座を奪回するが、12月6日付でハマダ自身が解雇され、王座も剥奪されてしまった（パートナーのワイルドも3日後にTNAとの契約を解除し、2011年1月には学業専念を理由にプロレスを引退した）。
TNAを解雇されたのち、アメリカ合衆国ニュージャージー州を拠点とするJAPW（Jersey All Pro Wrestling）と契約を交わした。
2012年6月1日付でZABUNと専属フリー契約を結び、その後はプロレスリングWAVEを主戦場とした。
2013年8月9日、浜田文子15周年記念大会「～Aventurera」を新宿FACEにて開催。メインイベントではアジャ・コング&山縣優と組み、AKINO＆GAMI＆Leon組と対戦。浜田がAKINOからフォールを奪って元アルシオン対決を制した。
2013年10月30日、山縣優とのタッグ（Las aventureras）でWAVE認定タッグ王座を戴冠。
2015年、ZABUN専属制度廃止にともないプロレスリングWAVE正式所属選手となり、ヘッドコーチも兼任。
2016年10月、Las aventurerasで今よりも強くなりたい選手とチームを結成することを明かし、朱崇花、下野佐和子、米山香織が加入。

### 不祥事
2018年5月13日、センダイガールズ大阪大会を体調不良を理由に欠場。同月15日、覚醒剤取締法違反容疑で逮捕されていたことが判明。『日刊ゲンダイ』によると、関係者に被害妄想に由来した意味不明なメールを送信したことが事件発覚のきっかけであるといい、本人が「試合のプレッシャーから使用した」と供述したと伝えられた。その翌日、プロレスリングWAVEは浜田との契約を解除した。
同年7月18日、東京地裁にて懲役1年6ヶ月、執行猶予3年の有罪判決を受ける。その後記者会見し、「プロレスを続けるべきではないと思うし、やめるしかない」と引退を宣言した。山縣優は、純粋で騙されやすい浜田を友として守れなかったことを悔いていた。

### 復帰へ
その後は故郷メキシコで生活を送り、逮捕からおよそ半年後、SNSなどでプロレス復帰をほのめかすようになった。1年2ヶ月後となる2019年7月にメキシコにて復帰。
8月3日、メキシコAAAの年間最大のビッグマッチ「トリプレマニアXXVII」に出場した。
2024年1月12日の「ARSION THE FINAL～卒業式」（新宿フェイス）でビデオメッセージで登場。現在はメキシコでプロレス道場を開き新人育成をしていると現在の活動を報告した。
その後リングにも登場し、ファンから歓声を受ける。
2025年2月16日にSNSで父・グラン浜田の逝去を報告。

## 得意技
スピンキック
若手時代より継続して使用する技の一つで、フィニッシュ・ホールドとしても多用する。
APクロス
キークラッシャー'99と同型。主なフィニッシュ・ホールドとして使用。
APクロスディアマンテ
ハリケーン・ドライバーと同型。
アヤコノクラズム
セカンドロープから仕掛ける変形のアイコノクラズム。
浜ちゃんカッター
セカンドロープから仕掛ける雪崩式ダイヤモンド・カッター。父・グラン浜田から受け継いだ。
ムーンサルトプレス
若手時代より得意とする飛び技の一つ。高く跳び上がる縦回転式を使用。
ラ・ケブラーダ
若手時代より得意とする飛び技の一つ。体重増加後も難なく使用している。
ラ・アヤキータ
相手の右脚と首を自身の右脚で固定しつつ両手で左腕を締め上げるオリジナルのサブミッション。
ラ・アヤキータ2000
クロスさせた自身の脚で相手のクロスさせた脚をロックし、首を引っ張りこんで持ち上げて締め上げるオリジナルのサブミッション。

## 入場テーマ曲
- 上がる（ケツメイシ）

## タイトル歴
- NEO認定タッグ王座（パートナーは伊藤薫）
- Regina di WAVE王座
- WAVE認定タッグ王座（パートナーは山縣優）
- クイーン・オブ・アルシオン王座
- スカイハイ・オブ・アルシオン王座
- ツインスター・オブ・アルシオン王座（パートナーはAKINO→大向美智子）
- P☆MIXタッグ王座（パートナーはグラン浜田）
- UWA世界女子王座
- WWA世界女子王座
- AAAWシングル王座
- AAAWタッグ王座（パートナーは里村明衣子）
- ハイスパート600トーナメント優勝
- WWWA世界シングル王座
- IWRGインターコンチネンタル女子王座
- TNAノックアウト・タッグチーム王座（パートナーはアメージング・コング→テイラー・ワイルド）
- センダイガールズワールドシングルチャンピオンシップ
- 戦場トーナメント優勝
- 女子プロレス大賞（2003年）

## 出版
写真集
- ANDROMEDA（1998年、ゲオ）
- VALENTINA（2004年、双葉社）

ビデオ
- ANDROMEDA in 浜田文子（1998年、東芝EMI）

## 映画出演
- 光る-change the life-（2009年）